# Pelle Erövraren (musikal)
Pelle Erövraren är en svensk musikal från 2014, baserad på Martin Andersen Nexøs bok.
Musikalen, i två akter, hade sin urpremiär på Helsingborgs stadsteater 13 september 2014. För dramatisering och regi svarade Annika Kofoed, med sångtexter av Bim Wikström och musik av P–O Nilsson. Scenografi och kostymdesign gjordes av Yvonne Ericsson och koreografi av Sara Ekman. Ensemblen bestod av både svenska och danska skådespelare med Victor Morell som Pelle, Bill Hugg som Lasse, Jörgen Düberg som bonden Kongstrup med flera, samt även elever från Lunds Dans- och Musikalgymnasium. Den omfattande musiken är till stor del inspirerad av folkmusikton.
Pelle Erövraren - Den stora kampen är en svensk musikal från 2017.
2017 gjorde Helsingborgs Stadsteater i samarbete med Helsingborgs Symfoniorkester en fristående fortsättning på berättelsen om Pelle. Den baserades på Nexös tredje roman om Pelle Erövraren. Pelle Erövraren – Den stora kampen. Upphovsmän var Alexander Öberg och Erik Norberg. Denna musikal framfördes på Helsingborg Arena. Titelrollen Pelle Karlsson gjordes av Danilo Bejarano. Andra solister som medverkade var bland annat Malena Laszlo, Tuva Børgedotter Larsen, Evamaria Björk, Bill Hugg, Nils Närman Svensson och Sasha Becker. Stefan Solyom dirigerade Helsingborgs Symfoniorkester och även i denna produktion medverkade elever från Lunds Dans- och Musikalgymnasium.

## Handling
Musikalen Pelle Erövraren bygger på första delen (Barndom) av Martin Andersen Nexøs romanverk om Pelle Erövraren (1906-1910) om den unge Pelle från Tomelilla i Skåne. Under nödåren på 1870-talet tvangs han och hans åldrade far änkemannen Lasse Karlsson som så många andra lämna hembygden och emigrera för att söka arbete och utkomst. De for med emigrantfartyg till den danska ön Bornholm och fick arbete som drängar på den avskydda Stengården, där gårdsfolket – även andra från Sverige – hade ett tungt liv under storbonden Kongstrup, gårdsförvaltaren och lantbrukseleven med flera. Som fattiginvandrare från Sverige behandlades de allmänt föraktfullt och illa av många, även om Pelle efterhand blev bättre behandlad av den olyckliga fru Kongstrup med sporadiskt tillträde till salongerna. Hans mor Bengta dog av sjukdom en tid innan deras emigration och hon återkommer i deras tankevärld emellanåt. På gården visar sig även andra gamla bekanta från hembygden finnas. Fadern Lasse blir bekant med en sjömanshustru, fru Olsson, vars make tros försvunnen på havet och hoppet om ett bättre liv tänds för en tid. Slutligen bestämmer sig Pelle för att bege sig till Köpenhamn och söka lyckan på egen hand.
Handlingen i musikalen Pelle Erövraren – Den stora kampen bygger på den tredje (Den stora kampen) av Martin Andersen Nexøs böcker om Pelle Erövraren. Pelle Karlsson lämnar ön Bornholm och åker till Köpenhamn där han blir ledare för den framväxande fackföreningsrörelsen. Han tampas med frågan om han ska ta hand om sin lilla kärnfamilj eller vara med och rädda världen och krossa kapitalismen.